# Eucrostes disparata
Eucrostes disparata là một loài bướm đêm trong họ Geometridae.